# Teip
Un teip és un grup o organització txetxena de caràcter tribal o familiar, que identifica els seus membres com a descendents d'avantpassats comuns i com a originàris d'una localització geogràfica concreta. S'han documentat uns 130 teips, encara que el seu nombre és difícil de determinar i algunes fonts manifesten que n'hi pot haver fins a 300. En la Txetxènia tradicional, la posició social ve definida per la pertinença al teip i al tukkhum (unió de teips). Hi ha teips originats per nouvinguts, en particular per àvars, kumyks, jueus, georgians, russos i turcs, encara que per a la jerarquia txetxena són teips impurs (su'lijn taipa).

## Característiques i usos delsteips
La dinàmica social dels teips està basada en el respecte al govern dels ancians i el compliment de lleis ancestrals. Alguns dels usos o característiques han evolucionat o han desaparegut, però en general es mantenen com a part de l'estructura social i són especialemt visibles en èpoques de conflicte.
- Cada teip té un nom obtingut dels seus avantpassats.
- Territori definit i una muntanya tradicional.
- Elecció d'un cap.
- Elecció d'un cap militar (bjachi, bjai) en cas de guerra.
- Elecció d'un Consell d'Ancians qualificat.
- Dret igualitàri per tot el Consell d'Ancians.
- Dret a deposar els seus representants.
- Representació de la dona pels seus parents masculins.
- El teip disposa d'una torre, cova o construcció com a refugi propi.
- Deure d'hospitalitat.
- Estructura agrària comunal.
- Revenja comuna per l'assassinat o insult d'un membre del teip.
- Exogàmia incondicional.
- Dret a l'adopció de membres externs.
- El teip tenia festivitats específiques, duana i cementiri propis.